# 周昭王
周昭王（前1018年—前977年），姬姓，名瑕，西周第四代天子。周康王之子。《史記》称他为昭王，西周青铜器铭文多称他为卲王或者玿王。

## 簡介
《史记》称“昭王之時，王道微缺”。《竹书纪年》载周昭王三次南征，第一次“伐荆楚，涉沙，遇大兕”，第二次攻荊楚之戰“昭王十九年，天大曀，雉兔皆震，喪六師於漢”，第三次则“昭王南征而不复”。昭王十九年，他南巡荆楚不返，死於汉水之中。死因史书隐讳不言，传说为所坐船为胶船，行至水中胶解，溺死。衛兵辛游靡長臂且多力，於水中取得昭王遺體，返回镐京。享年三十五。
夏商周断代工程研究者据现代日食计算理论推得，「天大曀」可能是发生于公元前978年12月17日的日食，並把昭王在位時間定為前995年至前977年。

## 陵墓
相传周昭王的陵墓在河南省登封市。

## 备注
1. ↑  与周代青铜器铭文将周文王、周武王称为玟、珷的格式是一样